# Albert von Seld
Albert Louis Freiherr von Seld (* 5. Januar 1799 auf Gut Russow bei Kalisch in Großpolen; † 17. April 1867 in Potsdam) war ein preußischer Gesandtschaftssekretär in der Republik Krakau, Jurist und Schriftsteller. Er gilt als Vorkämpfer der Enthaltsamkeit vom Alkohol.

## Leben
Zu seinen aus Augsburg stammenden Vorfahren gehörten der Goldschmied Georg Seld und dessen Sohn Georg Sigmund Seld (1516–1565), der Reichsvizekanzler unter Karl V., Ferdinand I. und Maximilian II. wurde. Viele von Selds Vorfahren, zur lutherischen Kirche übergetreten, verließen ihre bayrische Heimat wohl schon im 15. Jahrhundert und siedelten sich in Norddeutschland an. Albert von Selds Vater, Georg Sigismund August Freiherr von Seld (* 20. April 1762; † 9. Februar 1837), vormals Kammerherr in Mecklenburg-Strelitz und schließlich preußischer Major, verheiratet mit Ernestine Freiin von Seld (10. September 1771; † 4. Oktober 1833), einer geborenen Baronesse von Blomberg (aus dem Hause Liebthal bei Crossen), erwarb für 64.375 Thaler von Heinrich Julius von Goldbecks Sohn das Gut Russow im Landkreis Kalisch. Hier wurde am 5. Januar 1799 Albert Louis als zweiter Sohn des Ehepaares geboren.
Seine Kindheit fiel ab 1806 in die Zeit der französischen Besetzung Preußens, von der auch das väterliche Gut nicht verschont blieb und den Knaben schon früh mit Sparsamkeit und Entbehrung vertraut machte. Im Alter von zehn Jahren wurde Albert mit seinem zwei Jahre älteren Bruder auf das Gut einer Tante in die Lausitz gebracht; hier besuchten beide die Schule. Selds Vater kämpfte ab 1813 als preußischer Offizier gegen die Franzosen.
Nach dem Abitur in Guben wurde Albert von Seld preußischer Gesandtschaftssekretär in Krakau. Eine mehrwöchige Privatreise führte ihn 1818 nach Slowenien; seine Eindrücke von Land und Leuten hat er später literarisch mitgeteilt. Neben seinem Beruf studierte Seld an der Jagiellonen-Universität Jura, später an der Universität Breslau.
Ein Lungenleiden zwang ihn 1820 zu einer Kur in Salzbrunn (Niederschlesien); auch in den folgenden Jahren war er regelmäßig im Sommer dort.
Ab 1830 angestellt beim Stadtgericht in Berlin, wo er sein Jurastudium abschloss, arbeitete er als Auskultator. Er führte hier gerichtliche Untersuchungen in Straf- und Verhandlungen in Zivilsachen durch. Seine juristischen Abhandlungen, sowie eine Arbeit über „Die Unterrichtsmethode in den Preußischen Schulen“, welche die besondere Anerkennung des Königs und seines Staatsministers von Kamptz erhielten, wurden mit einem Staatspreis von 1000 Talern belohnt. Obwohl sein Patron, Karl Albert von Kamptz ihm die Option, in zwölf Jahren Kammerpräsident zu werden, in Aussicht stellte, gab Seld seine juristische Laufbahn auf, deren überwiegend sitzende Tätigkeit ihm auch gesundheitlich schadete, und wurde um 1840 freier Schriftsteller.
In der ersten Zeit seiner freien Tätigkeit schrieb er Gedichte, versuchte sich als Erfinder, dann als Mitinhaber einer Zeitschrift.
Aus einigen seiner Dichtungen sind Lieder komponiert worden; Seld begleitete deshalb als Gast Sänger und Musiker unter Leitung Spontinis zum „thüring‘schen Musikfest“ nach Halle. Das Fest wurde beim Publikum ein großer Erfolg.
Selds Handlungen waren geprägt von christlicher Nächstenliebe und persönlichem Verzicht. Er besaß großes Redetalent, dass sich ihm selbst ‒ nach eigenen Angaben ‒ 1843 offenbarte, als er durch eine Ansprache bei der verordneten Teilung einer übergroß gewordenen kirchlichen Parochie in Berlin die Skeptiker vom Neubeginn überzeugte und in der Folge zum Sprecher der neuen Gemeinde wurde.
Seld engagierte sich in Berlin in mehreren wohltätigen Vereinen, so im Luisenstädtischen Wohltätigkeitsverein, für den er in einer Sonntagsschule unterrichtete. Hier bekamen Kinder Unterricht, die vom normalen Schulbesuch befreit waren, weil sie durch ihre Arbeit unter der Woche zur Erhaltung ihrer Familien beitragen mussten. Seld wirkte auch bei der Gründung von Berliner Handwerkervereinen mit und wurde schließlich Mitglied im christlichen Handwerkerverein, wo er durch Vorträge und Exkursionen vor allem auf dem Gebiet der Vermittlung preußischer Geschichte tätig war.
Während der im 19. Jahrhundert grassierenden Branntweinpest, dem Elendsalkoholismus, wurde der Baron von Seld zu einem bekannten „Apostel der Enthaltsamkeit“ der preußischen Mässigkeitsbewegung. Anfang 1846 zog nach Ostfriesland, um dort als „Mäßigkeits-Agent“ zu wirken und die Menschen vom Branntweingenuss abzubringen, den er als ein Grundübel und ursächlich für Elend und Verbrechen ansah. Weitere Reisen zum Zweck der Gründung von örtlichen Mäßigkeitsvereinen, zu denen er in meist größeren Versammlungen als erfolgreicher Volksredner warb, führten ihn nach Ost- und Westpreußen, Königsberg und Litauen, dann in die Rheinlande. Dort erfuhr er 1848 von den Barrikadenkämpfen in Berlin.
Seld kehrte im Sommer 1848 nach Berlin zurück und schloss sich hier seinen Überzeugungen folgend den Königstreuen an. Er trat auch dem konservativen und antidemokratischen „Treubund mit Gott für König und Vaterland“ bei und warb für die Gründung entsprechender Zweigvereine, vornehmlich bei der ländlichen Bevölkerung der Mark Brandenburg. Seld lehnte die oktroyierte Verfassung, die Friedrich Wilhelm IV. 1850 erließ, ab; er hing der Idee vom „Gottesgnadentum“ des Königs an.
Nach seinem unsteten Wanderleben hatte Seld starke gesundheitliche Probleme, und er stellte auf ärztlichen Rat das Umherreisen ein. Eine Einladung zum Tee bei Friedrich Wilhelm IV. und dessen Gemahlin Elisabeth sicherte Seld endgültig die Gunst des Königs und dieser zog ihn in seine Umgebung nach Potsdam.
Ab 1852 war er Vorstandsmitglied des in den Nördlichen Vorstädten von Potsdam unter dem „Protektorat Ihrer Majestät der [...] Königin“ eingeweihten Pfingsthauses, eines Erziehungsheims für Kinder und Jugendliche.

## Familie
Seld war ab 1844 verheiratet mit Flora Krueger (* 4. September 1811; † 12. Januar 1889) und hatte mit dieser 3 Kinder: seine Tochter Maria Freiin von Seld (* 30. August 1846) ‒ diese heiratete 1867 Karl Alexander Schindler, Geheimer Kanzleirat, der 1894 Selds Biographie veröffentlichte ‒, außerdem die Söhne Paul Gerhard Freiherr von Seld (* 20. Juni 1848; † 18. April 1896) und Florentin Albert Freiherr von Seld (* 3. März 1854; † 1944?).

## Journalistische Tätigkeit
Seld war seit 1843 Mitarbeiter an der Monatszeitschrift „Die Biene“; als deren Beilage erschien das „Polytechnische Archiv“; Herausgeber war C. T. R. Mendelssohn in Berlin. Die Zeitschrift erschien 1843 bis 1846 (1. bis 4. Jahrgang) und 1848 (5. Jg.).
Ab 14. Juli 1848 gab Seld auf eigene Kosten die wöchentlich erschienene Neue Volkszeitung heraus, in der er nur eigene Beiträge im Sinne des „Treubunds mit Gott für König und Vaterland“ veröffentlichte.
Ab 1855 gab Seld seine Zeitung Kreuzzug wider den Branntwein heraus, das Blatt erschien wöchentlich und wurde für 50 Pfennige angeboten.
Seld veröffentlichte in mehreren Zeitschriften Artikel, u. a. in Janus. Jahrbücher deutscher Gesinnung, Bildung und That, in deren 14-täglich erscheinenden Heften er 1847 über „Ostfriesische Zustände“ berichtete; auch in Unser Vaterland. Bilder aus der Deutschen Geschichte, Cultur und Heimathkunde, einem Jahrbuch, das 1861 erstmals erschien und in dem auch Theodor Fontane einzelne Kapitel seiner Wanderungen durch die Mark Brandenburg veröffentlichte, sind Beiträge von Seld erschienen.

## Schriften
- Gedichte. Verlag G. Eichler, Berlin 1840.
- Erlebnisse auf dem Gebiete der Straf-Justiz und der inneren Mission. Verlag von Richard Mühlmann, Halle 1860.
- Wunderliche Reisen. Bruchstücke aus dem Leben. Verlag von Julius Fricke, Halle, 1864.
- Aus der Verbrecherwelt. 2 Bände, Verlag von Richard Mühlmann, Halle 1865.
- Vertrauliche Mittheilungen vom Preussischen Hofe und aus der preußischen Staatsverwaltung. Verlag von Gustav Meumann, Berlin 1865.
- Sechszig Jahre, oder: ein Leben an Bauern- und Fürsten-Höfen, unter Säufern, Kindern und Verbrechern. Verlag von Ernst Bredt, Leipzig 1865.